# Schloss Leombach

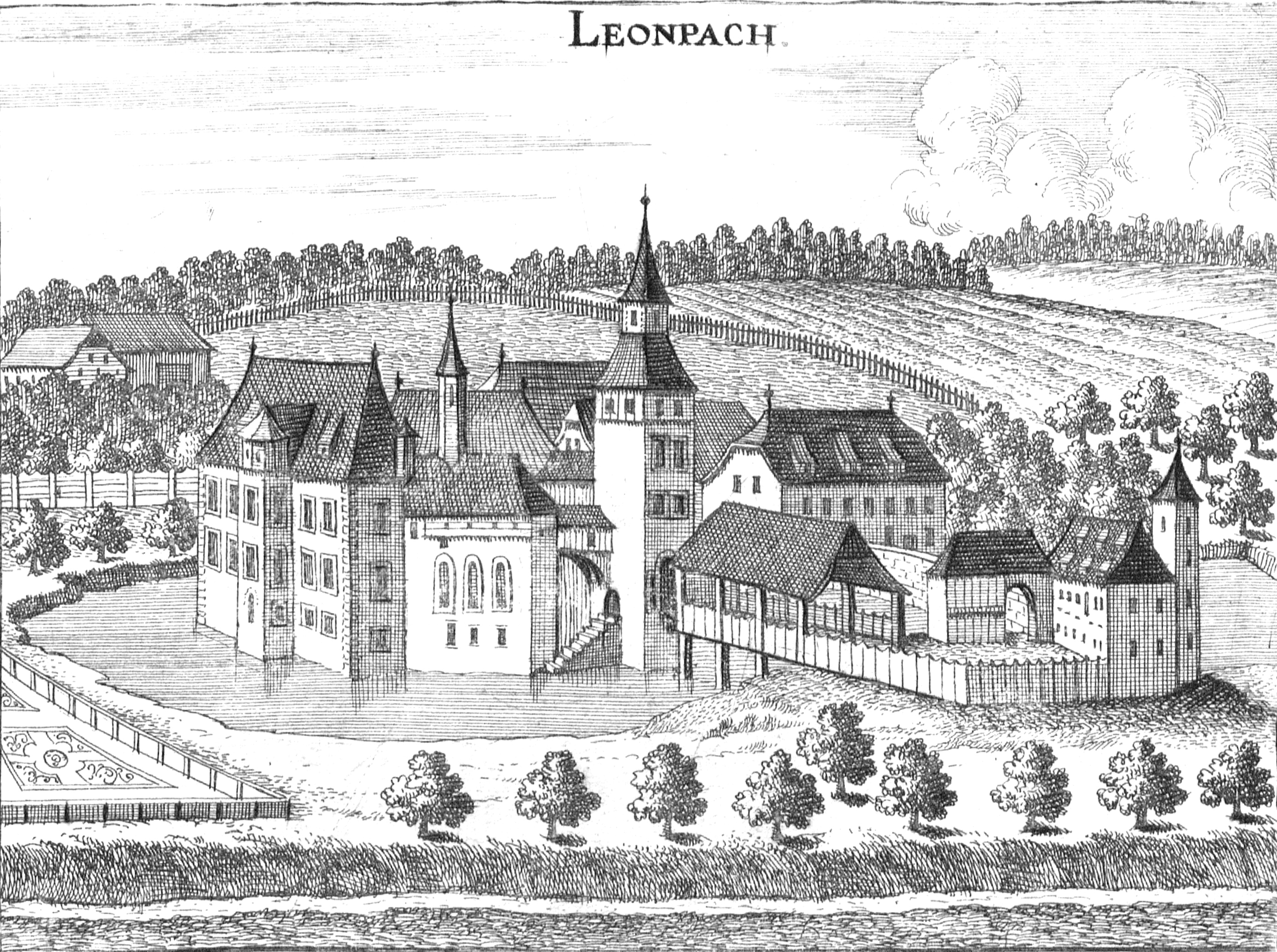
Schloss Leonpach nach Georg Matthäus Vischer von 1674

Schloss Leombach lag im Ortsteil Leombach, der zu Sipbachzell gehört und südöstlich von Wels liegt. Heute stehen nur noch der zu einem Wohnhaus umfunktionierte ehemalige Längsteil sowie die Schlosskapelle.

## Geschichte des Schlosses

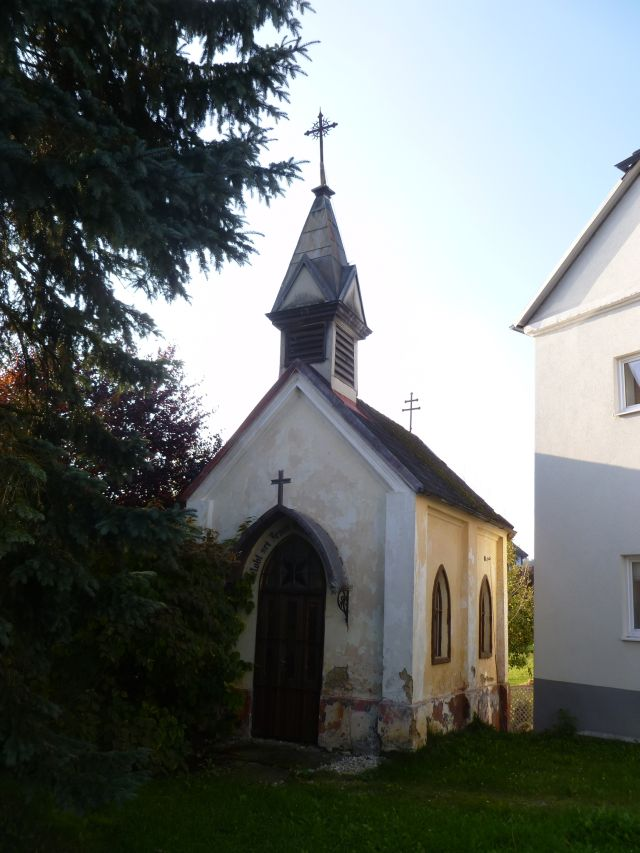
Schlosskapelle

Die ersten Erwähnungen des Schlosses gehen vermutlich bis auf Karl den Großen zurück, der 791 und 802 eine Schenkung von Herzog Tassilo III. 777 an das Stift Kremsmünster bestätigt: Erwähnt ist die Gegend luibilinpach, eine Feste und der Sitz Weyer. Danach scheinen sich die Grafen von Wels-Lambach den Besitz angeeignet zu haben. 1140 gab Benedikta von Julbach ihren Besitz zu Leombach erneut an das Kloster Kremsmünster. Leombach ist mit der Nennung des Walchun von Leubenbach im Jahre 1213 als Burg bezeugt. Im Jahre 1360 wird sie als Veste bezeichnet und an Chunrad Klingenfurtner zum Lehen gegeben. Eberhard V. von Walsee kaufte dem Klingenfurtner Leombach ab und gab es seinem Kämmerer Hans Meurl, der dann 1380 vom Kloster Kremsmünster mit der Wasserburg belehnt wurde. Im Jahr 1462 erfolgte eine Lehensbestätigung für die Meuerl mit dem „Geslos Leubenbach“. 1514 verkaufte Bernhard Meurl die Burg an Georg Sigharter, 1592 wurde sie an Christoph von Schallenberg vererbt. Die Schallenberger blieben bis 1702 im Besitz und bauten die Burg zu einem Wasserschloss aus. Friedrich von Eyselsberg erstand die Herrschaft aus der Hinterlassenschaft des Grafen Christof Ehrenreich von Schallenberg. 1710 kam das Schloss wieder in den Besitz des Klosters Kremsmünster.
Schloss Leombach war lange Zeit eine große Wasserburg, welche im 17. Jahrhundert in ein Wasserschloss umgebaut worden ist. Von dort führte ein Damm mit Fahrweg zu der Häusergruppe des Schlosses Leombach. Ein zweigeschoßiger Längsbau stand mit der Schlosskapelle auf einer Insel in dem umgebenden Teich. An der linken Seite befand sich ein Turm, wobei die Bedachung des Turms in die des danebenstehenden Gebäudes überging. Früher waren ebenfalls ein Stadel und ein gemauerter Schuppen vorhanden, die das Schlossareal bildeten. Dahinter verlief ein Damm, um den umliegenden Teich abzufangen.

## Gegenwart
Von dem ehemaligen Wasserschloss erinnert nur mehr ein sich vor dem ehemaligen Längstrakt befindlicher Teich an diese Vergangenheit. Der Längstrakt ist modernisiert und zu Wohnungen umgebaut worden. Erhalten geblieben ist noch die Schlosskapelle, die einen renovierungsbedürftigen Eindruck macht. Auf dem trockengelegten Gelände des Schlosses sind Reihenhäuser erbaut worden. Das Schlossareal kann betreten werden, die Schlosskapelle ist allerdings verschlossen.
Die ehemalige Schlosstaverne ist auch heute noch ein neben der Straße Kremsmünster – Sipbachzell – Wels gelegenes Gasthaus.

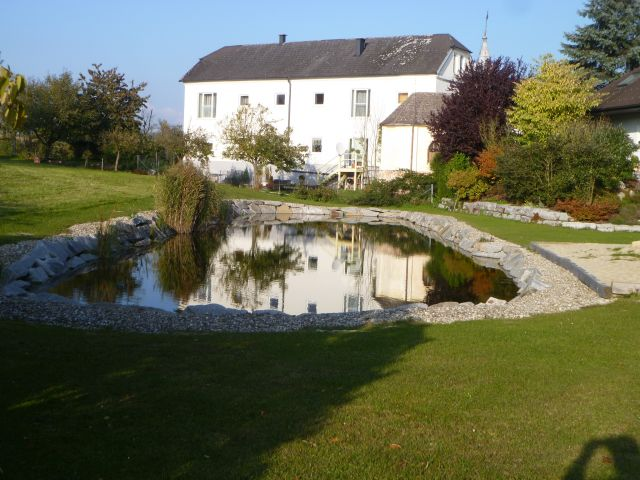
Schloss Leombach heute
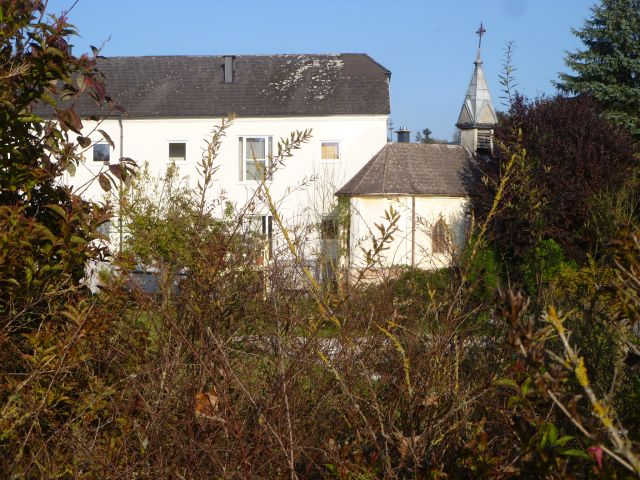
Seitenansicht mit Schlosskapelle